# Ferenc Faludi
Ferenc Faludi, auch Franz Faludi (* 11. April 1704 in Güssing, Komitat Eisenburg; † 18. Dezember 1779 in Rechnitz) war ein ungarischsprachiger Dichter und Gelehrter.

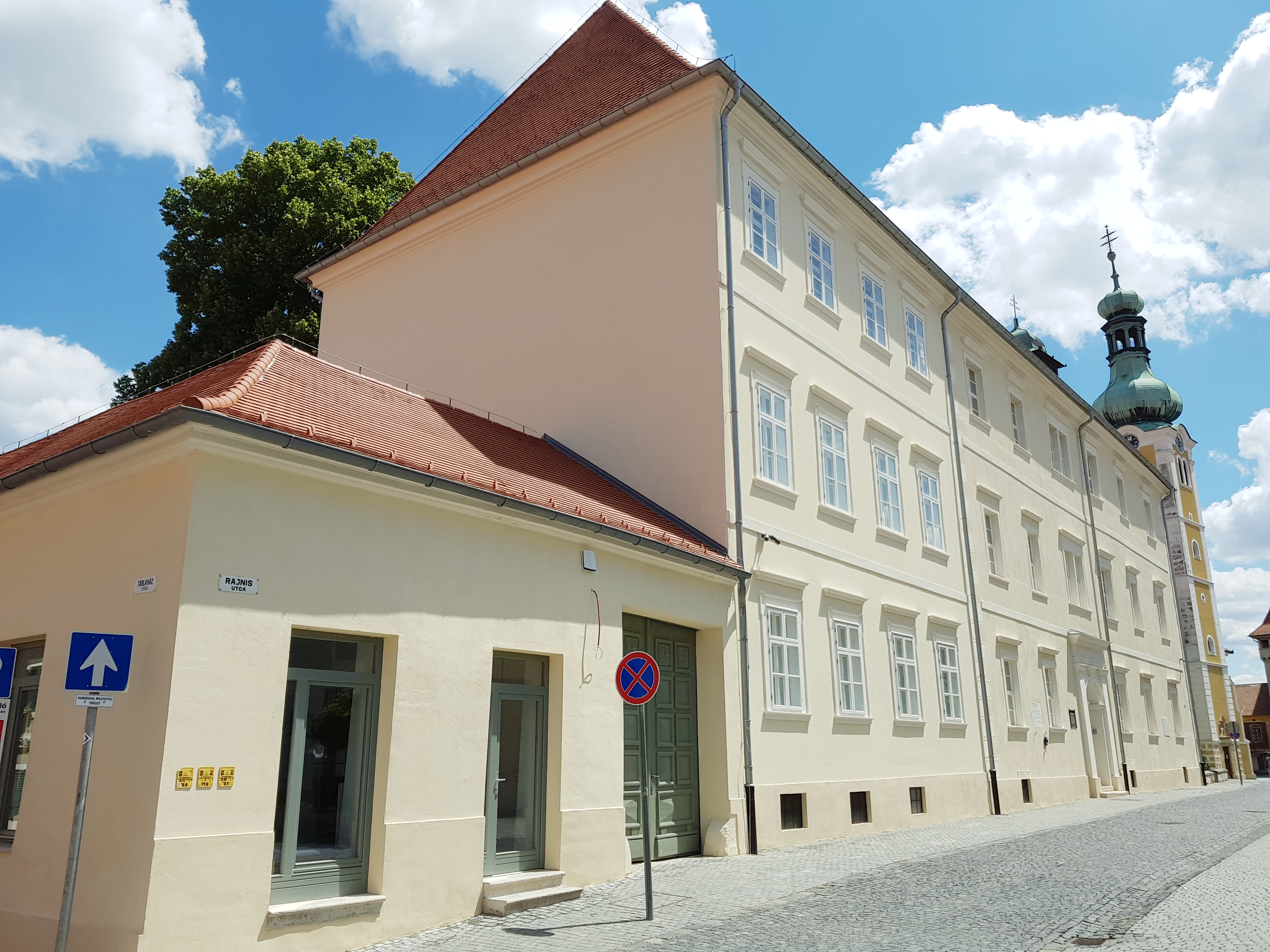
Jesuitenschule in Güns

## Leben
Nach seinem Studium in Güns trat er dem Jesuitenorden bei und wurde Universitätsprofessor in Graz, Linz und Wien. Von 1741 bis 1746 war er ungarischer Beichtvater in Rom, 1753 bis 1773 war er in Pressburg der Direktor des Gymnasiums und zeitweise der Bibliothekar des Jesuitenkollegs. Nach der Auflösung des Jesuitenordens 1773 übersiedelte er nach Rechnitz, wo er 1779 starb. 
Faludi gilt als letzter Vertreter des ungarischen Barock am Übergang zum Rokoko, sein Stil zeichnet sich durch bewusste Übernahmen aus der Volkssprache aus. Er verfasste Lieder, Eklogen und das jesuitische Trauerspiel „Konstantin Porphyrogennetos“. Von seinen Übersetzungen ist vor allem die des Handorakels von Baltasar Gracián zu nennen.

## Auszeichnungen

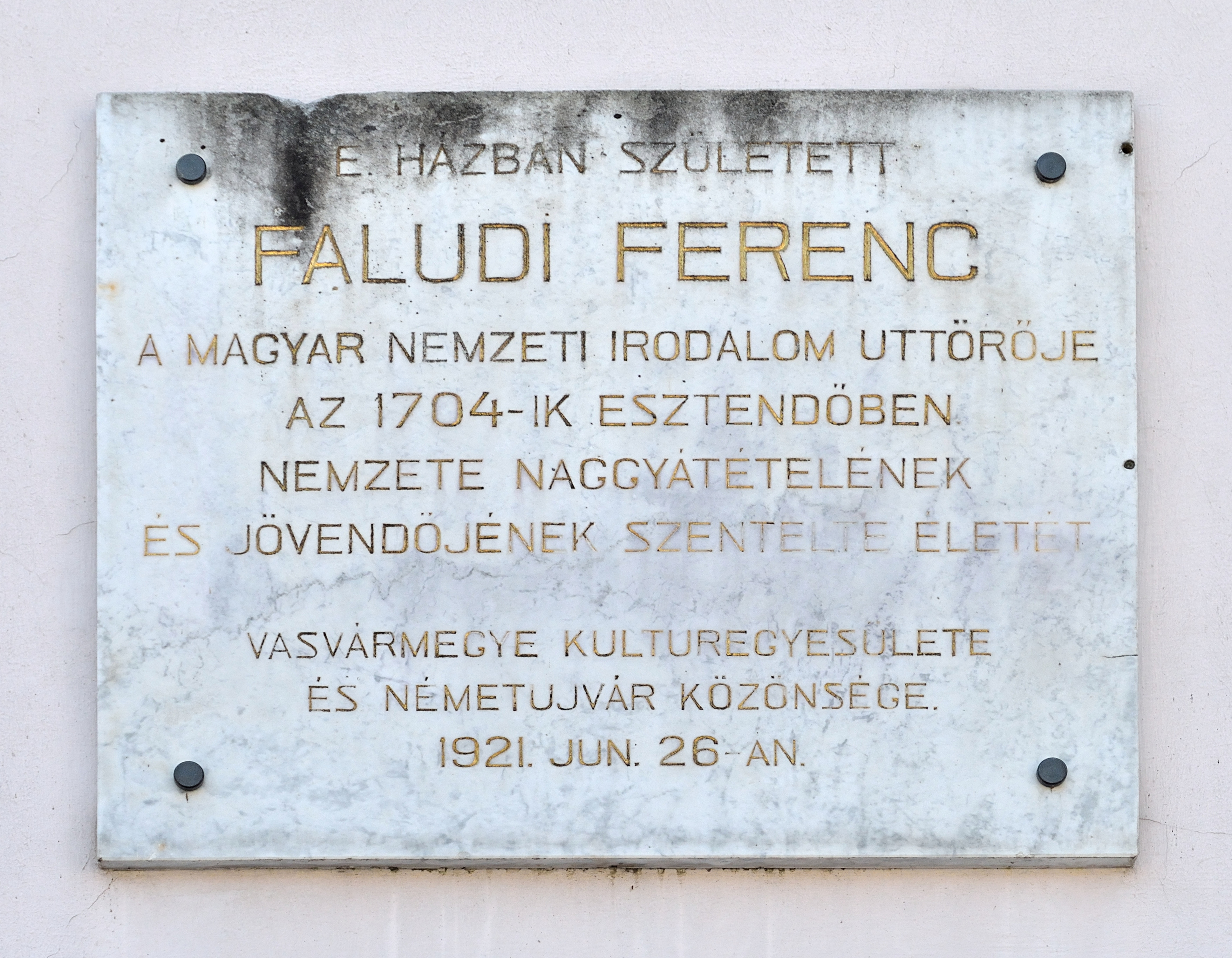
Gedenktafel an Faludis Geburtshaus in Güssing

- Das Faludital im Naturpark Geschriebenstein-Írottkő bei Rechnitz ist nach ihm benannt.
- Faludigasse in Rechnitz
- Faludistraße in Güssing mit Gedenktafel